# Distretto di Nong Chik
Il distretto di Nong Chik (in thailandese: หนองจิก) è un distretto (amphoe) della Thailandia, situato nella provincia di Pattani.